# Sansevieria itumea
Sansevieria itumea är en sparrisväxtart som först beskrevs av Mbugua, och fick sitt nu gällande namn av Stephen Jankalski. Sansevieria itumea ingår i släktet bajonettliljor, och familjen sparrisväxter. Inga underarter finns listade i Catalogue of Life.